# Krzysztof Rafalak
Jerzy Krzysztof Rafalak (ur. 13 września 1956 w Sopocie) – polski jeździec, instruktor jeździectwa, olimpijczyk z Seulu 1988.
Zawodnik specjalizujący się w WKKW. Dwukrotny mistrz Polski w latach 1981, 1982 na koniu Dajak.
Brązowy medalista w drużynie mistrzostw Europy w WKKW w roku 1981 (na koniu Dajak)
Na igrzyskach w roku 1988 wystartował w konkursie indywidualnym WKKW zajmując 21. miejsce, a Polska drużyna (partnerami byli: Krzysztof Rogowski, Bogusław Jarecki, Eugeniusz Koczorski) zajęła 4. miejsce.
Po zakończeniu kariery sportowej podjął pracę trenera.